# I barbieri di Sicilia
I barbieri di Sicilia è un film del 1967 diretto da Marcello Ciorciolini.

## Trama
Franco Lo Persico è un barbiere per uomo, invece il cugino Ciccio è un parrucchiere per signora. Tutti e due sono innamorati di Rosina Giovinazzo nipote della zia bruttina Donna Maruzza. Nel paesino siciliano di Santa Rosalia gli americani stanno per sbarcare e i tedeschi inviano il colonnello Otto von Kraus. Questi vuole fare credere di essere là per riposo con la moglie, ma invece è accompagnato da due importanti chimici, Stulz e Ebner, per fermare lo sbarco degli americani.
Gli americani inviano nel paese un ufficiale per distruggere i piani dei tedeschi. Questo in paese viene presentato come Stefano Minasi, nipote del sacerdote Don Liborio. Il boss del paese Don Calogero Milazzo lo fa lavorare nel negozio di parrucchiere di Ciccio come aiutante. Attraverso una trasmittente nascosta nel confessionale della parrocchia, Stefano fa sapere agli americani quando è il momento giusto per sbarcare in Sicilia. Quando arrivano Franco e Ciccio, per la bravura dimostrata, ricevono un premio di 10 000 dollari, con i quali apriranno un Coiffeur pour dames unito al barbiere, tutto in un negozio unico. Alla fine Steve Minasi sposa Rosina togliendo davanti agli occhi di Franco e Ciccio la bellissima ragazza siciliana.